# Gayenna furcata
Gayenna furcata là một loài nhện trong họ Anyphaenidae.
Loài này thuộc chi Gayenna. Gayenna furcata được Eugen von Keyserling miêu tả năm 1879.